# Diego Bustos
Diego Andrés Bustos (María Juana, Santa Fe, 20 de marzo de 1971) es uno de los periodistas y presentadores de televisión más reconocidos de Latinoamérica, habiendo logrado trascendencia internacional como uno de los presentadores originales de CNN en Español entre 1997 y 2015. Antes de integrarse a CNN, fue presentador de noticias para Telefe en Buenos Aires, Argentina.

## Educación
Obtuvo una licenciatura de locutor nacional en el Instituto Superior para la Enseñanza de la Radiodifusión (ISER) en Buenos Aires. Habla español, inglés, italiano y francés.

## Carrera mediática
Inició como presentador, locutor y reportero de deportes y de noticias generales para Telefe y su canal Red de Noticias por cable de 24 horas en Buenos Aires. También se desempeñó como corresponsal en Buenos Aires de la estación RT6 FM de María Juana, Argentina.

### En CNN en Español
Fue presentador senior de deportes de CNN en Español y condujo Deportes CNN, un informativo diario de media hora en horario estelar y Vive el Golf. Además, viajó a cubrir eventos deportivos importantes en distintas partes del mundo. Desde que se incorporó a CNN en Español en marzo de 1997, Bustos ha cubierto los Juegos Olímpicos de Pekín 2008, Atenas 2004 y Río 2016, los Mundiales de fútbol de Francia 98, Alemania 2006, Corea y Japón 2002, Sudáfrica 2010 y Brasil 2014; así como las Copas América de Perú 2004 y Venezuela 2007 y los Juegos Panamericanos Winnipeg 1999 y Santo Domingo 2003, el torneo Ericsson de tenis en Key Biscayne, EE. UU., la Serie Mundial en 1997 y 1998, el Super Bowl en 2001 entre muchos otros eventos.
Bustos fue creador, presentador y coproductor del programa La cara humana, un programa diario de media hora que se transmitió durante la Guerra en Irak en 2003, y mostró cómo la guerra afectó la vida de los iraquíes y comunidades civiles involucradas en el conflicto, entre ellas las familias de quienes servían en las fuerzas de la coalición y el trabajo de las organizaciones civiles
Bustos ha entrevistado a grandes figuras, entre ellas: Tiger Woods, Diego Armando Maradona, Pelé, Joaquín Niemann, el expresidente de la FIFA Joseph Blatter, al entonces campeón de la Cart Juan Pablo Montoya, el múltiple campeón de automovilismo Emerson Fittipaldi, los boxeadores campeones Félix "Tito" Trinidad y Óscar de la Hoya, al entonces beisbolista de las grandes ligas Dennis Martínez y a múltiples personalidades internacionales del deporte, la política, economía y el espectáculo.

## Logros
Recibió dos premios nacionales de televisión en Argentina, tres Peabody Awards 2005, 2008 y 2010, y un Du Pont-Columbia Award 2005 por la cobertura noticiosa de CNN.